# Großer Preis von Ungarn 2013
Der Große Preis von Ungarn 2013 (offiziell Formula 1 Magyar Nagydíj 2013) fand am 28. Juli auf dem Hungaroring in Mogyoród statt und war das zehnte Rennen der Formel-1-Weltmeisterschaft 2013.

## Berichte

### Hintergrund
Nach dem Großen Preis von Deutschland führte Sebastian Vettel in der Fahrerwertung mit 34 Punkten vor Fernando Alonso und mit 41 Punkten vor Kimi Räikkönen. In der Konstrukteurswertung führte Red Bull-Renault mit 67 Punkten vor Mercedes und 70 Punkten vor Ferrari.
Lotus entschied sich, für diesen Grand Prix mit einer Sonderlackierung der Heckflügelendplatte der Opfer des Eisenbahnunfalls von Santiago de Compostela zu gedenken.
Beim Großen Preis von Ungarn stellte Pirelli den Fahrern die Reifenmischungen P Zero Medium (weiß) und P Zero Soft (gelb) sowie für Nässe Cinturato Intermediates (grün) und Cinturato Full-Wets (blau) zur Verfügung. Es handelte sich dabei um Neuentwicklungen der Reifenmischungen, die bei den Young Driver Days vor dem Grand Prix zum ersten Einsatz gekommen waren. Die neuen Reifenmischungen kombinierten den Härtegrad der ehemaligen 2013er-Reifen mit der Grundstruktur der 2012er-Reifen. Ursprünglich hatte Pirelli den Einsatz der 2013er-Reifenmischungen Hard und Medium geplant. Dies wurde mit der Neugestaltung der Reifen aber geändert.
Adrian Sutil bestritt seinen 100. Grand Prix.
Mit Lewis Hamilton (dreimal), Jenson Button (zweimal), Alonso, Räikkönen und Mark Webber (jeweils einmal) traten fünf ehemalige Sieger zu diesem Grand Prix an.
Als Rennkommissare fungierten José Abed (MEX), Garry Connelly (AUS), Lajos Herczeg (HUN) und Allan McNish (GBR).

### Training
Im ersten freien Training war Vettel der schnellste Pilot vor Webber und Räikkönen. In diesem Training übernahm Rodolfo González den Marussia von Max Chilton.
Im zweiten freien Training blieben die Red-Bull-Piloten vorne. Romain Grosjean wurde Dritter. Die Fahrer beschäftigten sich in diesem Training überwiegend mit dem Verständnis der neuen Reifenmischungen.
Das dritte freie Training wurde vorzeitig abgebrochen. Kurz vor Schluss verlor Sergio Pérez in der zwölften Kurve die Kontrolle über sein Fahrzeug und schlug seitwärts in einen Reifenstapel ein. Esteban Gutiérrez kam aufgrund eines außerplanmäßigen Motorenwechsels gar nicht zum Einsatz. Grosjean fuhr die schnellste Runde vor Alonso und Pérez.

### Qualifying
Im ersten Segment des Qualifyings erzielte Nico Rosberg die schnellste Runde. Die Marussia- und Caterham-Piloten sowie Paul di Resta und Gutiérrez schieden aus. Im zweiten Abschnitt blieb Rosberg vorne. Die Williams-Piloten, Jean-Éric Vergne, Button, Nico Hülkenberg und Sutil schieden aus. Im dritten Teil setzte Hamilton die schnellste Zeit und erzielte die dritte Pole-Position in Folge vor Vettel und Grosjean.

### Rennen
Beim Start behielt Hamilton von der Pole-Position aus die Führung vor Vettel und Grosjean. Rosberg und Massa berührten sich in Runde 1 und verursachten Schäden an Massas Auto. Rosberg kam in der ersten Runde zweimal von der Strecke ab und verlor mehrere Plätze, erlitt jedoch keinen Schaden. Hamilton machte seinen ersten Boxenstopp in Runde 10 und übergab damit die Führung an Vettel. Hamilton kam knapp hinter Button auf die Strecke zurück, konnte ihn aber schnell überholen, was die Dynamik des Rennens veränderte.
Nachdem auch Vettel an der Box war, blieb er mehrere Runden hinter Button stecken. Webber war der einzige führende Fahrer, der mit der härteren Mischung startete, was ihm nach der ersten Runde der Boxenstopps die Führung verschaffte. Allerdings erwiesen sich die härteren Reifen unter den heißen Bedingungen als weniger langlebig als erwartet und er musste schließlich drei Stopps einlegen. In Runde 15 lautete die Reihenfolge Webber, Hamilton, Button, Vettel und Grosjean. Vettel versuchte an Button vorbeizukommen und beschädigte sich dabei seinen Frontflügel. Grosjean berührte Button in der Schikane in Kurve 6 und 7 beim Überholversuch ebenfalls. Beim Überholen von Massa in Kurve 4, erhielt Grosjean dann eine Durchfahrtsstrafe, weil er beim Überholen von der Strecke abgekommen war.
Sutil erlitt zuvor ein Hydraulikleck und sein 100. Grand Prix war vorbei. Kurz nach Grosjean´s Strafe hatte Gutiérrez, der im dritten freien Training einen Motorschaden erlitt und aus Q1 ausschied, weiterhin Probleme mit der Zuverlässigkeit und wurde mit Getriebeproblemen zurück in die Box gerollt. Obwohl er ein potenzieller Anwärter auf Punkte war, erhielt sein Teamkollege Hülkenberg eine Durchfahrtsstrafe wegen Geschwindigkeitsüberschreitung in der Boxengasse. Valtteri Bottas schied mit einem rauchenden Motor aus, als die Führenden sich in Runde 45 befanden. Dies war sein erster Ausfall in der Formel 1. Später wurde bestätigt, dass ein hydraulischer Defekt die Ursache für den Rauch war.
Hamilton übernahm nach der letzten Stopprunde die Führung vor Räikkönen, Vettel und Webber. Rosberg schied spät im Rennen wegen eines Motorschadens aus, der Pastor Maldonado und Williams zum ersten Mal in dieser Saison in die Punkteränge brachte. Di Resta, Sutils Teamkollege, erlitt kurz vor Rennende ebenfalls einen Hydraulikschaden.
Hamilton erzielte schlussendlich seinen ersten Sieg für Mercedes und seinen einzigen in der Saison vor Räikkönen und Vettel. Für Hamilton war es der 22. Sieg in der Formel-1-Weltmeisterschaft und er zog damit mit Damon Hill gleich. Außerdem hatte Hamilton den Großen Preis von Ungarn nun viermal gewonnen (2007, 2009, 2012 und 2013) und zog hier mit Michael Schumacher gleich. Weiterhin war er der erste britische Fahrer seit Stirling Moss, der in einem Mercedes gewann.

## Meldeliste
| Team                          | Nr. | Fahrer              | Chassis           | Motor                | Reifen |
| ----------------------------- | --- | ------------------- | ----------------- | -------------------- | ------ |
| Infiniti Red Bull Racing      | 01  | Sebastian Vettel    | Red Bull RB9      | Renault 2.4 V8       | P      |
| Infiniti Red Bull Racing      | 02  | Mark Webber         | Red Bull RB9      | Renault 2.4 V8       | P      |
| Scuderia Ferrari              | 03  | Fernando Alonso     | Ferrari F138      | Ferrari 2.4 V8       | P      |
| Scuderia Ferrari              | 04  | Felipe Massa        | Ferrari F138      | Ferrari 2.4 V8       | P      |
| Vodafone McLaren Mercedes     | 05  | Jenson Button       | McLaren MP4-28    | Mercedes-Benz 2.4 V8 | P      |
| Vodafone McLaren Mercedes     | 06  | Sergio Pérez        | McLaren MP4-28    | Mercedes-Benz 2.4 V8 | P      |
| Lotus F1 Team                 | 07  | Kimi Räikkönen      | Lotus E21         | Renault 2.4 V8       | P      |
| Lotus F1 Team                 | 08  | Romain Grosjean     | Lotus E21         | Renault 2.4 V8       | P      |
| Mercedes AMG Petronas F1 Team | 09  | Nico Rosberg        | Mercedes F1 W04   | Mercedes-Benz 2.4 V8 | P      |
| Mercedes AMG Petronas F1 Team | 10  | Lewis Hamilton      | Mercedes F1 W04   | Mercedes-Benz 2.4 V8 | P      |
| Sauber F1 Team                | 11  | Nico Hülkenberg     | Sauber C32        | Ferrari 2.4 V8       | P      |
| Sauber F1 Team                | 12  | Esteban Gutiérrez   | Sauber C32        | Ferrari 2.4 V8       | P      |
| Sahara Force India F1 Team    | 14  | Paul di Resta       | Force India VJM06 | Mercedes-Benz 2.4 V8 | P      |
| Sahara Force India F1 Team    | 15  | Adrian Sutil        | Force India VJM06 | Mercedes-Benz 2.4 V8 | P      |
| Williams F1 Team              | 16  | Pastor Maldonado    | Williams FW35     | Renault 2.4 V8       | P      |
| Williams F1 Team              | 17  | Valtteri Bottas     | Williams FW35     | Renault 2.4 V8       | P      |
| Scuderia Toro Rosso           | 18  | Jean-Éric Vergne    | Toro Rosso STR8   | Ferrari 2.4 V8       | P      |
| Scuderia Toro Rosso           | 19  | Daniel Ricciardo    | Toro Rosso STR8   | Ferrari 2.4 V8       | P      |
| Caterham F1 Team              | 20  | Charles Pic         | Caterham CT03     | Renault 2.4 V8       | P      |
| Caterham F1 Team              | 21  | Giedo van der Garde | Caterham CT03     | Renault 2.4 V8       | P      |
| Marussia F1 Team              | 22  | Jules Bianchi       | Marussia MR02     | Cosworth 2.4 V8      | P      |
| Marussia F1 Team              | 23  | Rodolfo González    | Marussia MR02     | Cosworth 2.4 V8      | P      |
| Marussia F1 Team              | 23  | Max Chilton         | Marussia MR02     | Cosworth 2.4 V8      | P      |

Anmerkungen
1. 1 2  González fuhr den Marussia mit der Nummer 23 im ersten freien Training. Chilton übernahm das Fahrzeug anschließend für das restliche Rennwochenende.

## Klassifikationen

### Qualifying
| Pos.                                                                      | Fahrer              | Konstrukteur         | Q1       | Q2       | Q3         | Start |
| ------------------------------------------------------------------------- | ------------------- | -------------------- | -------- | -------- | ---------- | ----- |
| 01                                                                        | Lewis Hamilton      | Mercedes             | 1:20,363 | 1:19,862 | 1:19,388   | 01    |
| 02                                                                        | Sebastian Vettel    | Red Bull-Renault     | 1:20,646 | 1:19,992 | 1:19,426   | 02    |
| 03                                                                        | Romain Grosjean     | Lotus-Renault        | 1:20,447 | 1:20,101 | 1:19,595   | 03    |
| 04                                                                        | Nico Rosberg        | Mercedes             | 1:20,350 | 1:19,778 | 1:19,720   | 04    |
| 05                                                                        | Fernando Alonso     | Ferrari              | 1:20,652 | 1:20,183 | 1:19,791   | 05    |
| 06                                                                        | Kimi Räikkönen      | Lotus-Renault        | 1:20,867 | 1:20,243 | 1:19,851   | 06    |
| 07                                                                        | Felipe Massa        | Ferrari              | 1:21,004 | 1:20,460 | 1:19,929   | 07    |
| 08                                                                        | Daniel Ricciardo    | Toro Rosso-Ferrari   | 1:21,181 | 1:20,527 | 1:20,641   | 08    |
| 09                                                                        | Sergio Pérez        | McLaren-Mercedes     | 1:21,612 | 1:20,545 | 1:22,398   | 09    |
| 10                                                                        | Mark Webber         | Red Bull-Renault     | 1:21,264 | 1:20,503 | keine Zeit | 10    |
| 11                                                                        | Adrian Sutil        | Force India-Mercedes | 1:21,471 | 1:20,569 | –          | 11    |
| 12                                                                        | Nico Hülkenberg     | Sauber-Ferrari       | 1:21,028 | 1:20,580 | –          | 12    |
| 13                                                                        | Jenson Button       | McLaren-Mercedes     | 1:21,131 | 1:20,777 | –          | 13    |
| 14                                                                        | Jean-Éric Vergne    | Toro Rosso-Ferrari   | 1:21,345 | 1:21,029 | –          | 14    |
| 15                                                                        | Pastor Maldonado    | Williams-Renault     | 1:20,816 | 1:21,133 | –          | 15    |
| 16                                                                        | Valtteri Bottas     | Williams-Renault     | 1:21,135 | 1:21,219 | –          | 16    |
| 17                                                                        | Esteban Gutiérrez   | Sauber-Ferrari       | 1:21,724 | –        | –          | 17    |
| 18                                                                        | Paul di Resta       | Force India-Mercedes | 1:22,043 | –        | –          | 18    |
| 19                                                                        | Charles Pic         | Caterham-Renault     | 1:23,007 | –        | –          | 19    |
| 20                                                                        | Giedo van der Garde | Caterham-Renault     | 1:23,333 | –        | –          | 20    |
| 21                                                                        | Jules Bianchi       | Marussia-Cosworth    | 1:23,787 | –        | –          | 21    |
| 22                                                                        | Max Chilton         | Marussia-Cosworth    | 1:23,997 | –        | –          | 22    |
| 107-Prozent-Zeit: 1:25,974 min (bezogen auf Q1-Bestzeit von 1:20,350 min) |                     |                      |          |          |            |       |

### Rennen
| Pos. | Fahrer              | Konstrukteur         | Runden | Zeit        | Start | Schnellste Runde |
| ---- | ------------------- | -------------------- | ------ | ----------- | ----- | ---------------- |
| 01   | Lewis Hamilton      | Mercedes             | 70     | 1:42:29,445 | 01    | 1:24,647 (69.)   |
| 02   | Kimi Räikkönen      | Lotus-Renault        | 70     | + 10,938    | 06    | 1:25,260 (61.)   |
| 03   | Sebastian Vettel    | Red Bull-Renault     | 70     | + 12,459    | 02    | 1:24,553 (57.)   |
| 04   | Mark Webber         | Red Bull-Renault     | 70     | + 18,044    | 10    | 1:24,069 (61.)   |
| 05   | Fernando Alonso     | Ferrari              | 70     | + 31,411    | 05    | 1:25,394 (56.)   |
| 06   | Romain Grosjean     | Lotus-Renault        | 70     | + 52,295    | 03    | 1:25,328 (54.)   |
| 07   | Jenson Button       | McLaren-Mercedes     | 70     | + 53,819    | 13    | 1:26,195 (56.)   |
| 08   | Felipe Massa        | Ferrari              | 70     | + 56,447    | 07    | 1:25,176 (59.)   |
| 09   | Sergio Pérez        | McLaren-Mercedes     | 69     | + 1 Runde   | 09    | 1:26,143 (59.)   |
| 10   | Pastor Maldonado    | Williams-Renault     | 69     | + 1 Runde   | 15    | 1:25,597 (69.)   |
| 11   | Nico Hülkenberg     | Sauber-Ferrari       | 69     | + 1 Runde   | 12    | 1:26,740 (58.)   |
| 12   | Jean-Éric Vergne    | Toro Rosso-Ferrari   | 69     | + 1 Runde   | 14    | 1:26,491 (53.)   |
| 13   | Daniel Ricciardo    | Toro Rosso-Ferrari   | 69     | + 1 Runde   | 08    | 1:26,863 (58.)   |
| 14   | Giedo van der Garde | Caterham-Renault     | 68     | + 2 Runden  | 20    | 1:27,473 (47.)   |
| 15   | Charles Pic         | Caterham-Renault     | 68     | + 2 Runden  | 19    | 1:27,725 (54.)   |
| 16   | Jules Bianchi       | Marussia-Cosworth    | 67     | + 3 Runden  | 21    | 1:28,250 (57.)   |
| 17   | Max Chilton         | Marussia-Cosworth    | 67     | + 3 Runden  | 22    | 1:28,160 (65.)   |
| 18   | Paul di Resta       | Force India-Mercedes | 66     | DNF         | 18    | 1:26,608 (55.)   |
| 19   | Nico Rosberg        | Mercedes             | 64     | DNF         | 04    | 1:25,089 (62.)   |
| –    | Valtteri Bottas     | Williams-Renault     | 42     | DNF         | 16    | 1:27,127 (41.)   |
| –    | Esteban Gutiérrez   | Sauber-Ferrari       | 28     | DNF         | 17    | 1:29,135 (16.)   |
| –    | Adrian Sutil        | Force India-Mercedes | 19     | DNF         | 11    | 1:28,548 (12.)   |

## WM-Stände nach dem Rennen
Die ersten zehn des Rennens bekamen 25, 18, 15, 12, 10, 8, 6, 4, 2 bzw. 1 Punkt(e).

### Fahrerwertung
| Pos. | Fahrer           | Konstrukteur         | Punkte |
| ---- | ---------------- | -------------------- | ------ |
| 01   | Sebastian Vettel | Red Bull-Renault     | 172    |
| 02   | Kimi Räikkönen   | Lotus-Renault        | 134    |
| 03   | Fernando Alonso  | Ferrari              | 133    |
| 04   | Lewis Hamilton   | Mercedes             | 124    |
| 05   | Mark Webber      | Red Bull-Renault     | 105    |
| 06   | Nico Rosberg     | Mercedes             | 84     |
| 07   | Felipe Massa     | Ferrari              | 61     |
| 08   | Romain Grosjean  | Lotus-Renault        | 49     |
| 09   | Jenson Button    | McLaren-Mercedes     | 39     |
| 10   | Paul di Resta    | Force India-Mercedes | 36     |
| 11   | Adrian Sutil     | Force India-Mercedes | 23     |

| Pos. | Fahrer              | Konstrukteur       | Punkte |
| ---- | ------------------- | ------------------ | ------ |
| 12   | Sergio Pérez        | McLaren-Mercedes   | 18     |
| 13   | Jean-Éric Vergne    | Toro Rosso-Ferrari | 13     |
| 14   | Daniel Ricciardo    | Toro Rosso-Ferrari | 11     |
| 15   | Nico Hülkenberg     | Sauber-Ferrari     | 7      |
| 16   | Pastor Maldonado    | Williams-Renault   | 1      |
| 17   | Valtteri Bottas     | Williams-Renault   | 0      |
| 18   | Esteban Gutiérrez   | Sauber-Ferrari     | 0      |
| 19   | Jules Bianchi       | Marussia-Cosworth  | 0      |
| 20   | Charles Pic         | Caterham-Renault   | 0      |
| 21   | Giedo van der Garde | Caterham-Renault   | 0      |
| 22   | Max Chilton         | Marussia-Cosworth  | 0      |

### Konstrukteurswertung
| Pos. | Konstrukteur         | Punkte |
| ---- | -------------------- | ------ |
| 01   | Red Bull-Renault     | 277    |
| 02   | Mercedes             | 208    |
| 03   | Ferrari              | 194    |
| 04   | Lotus-Renault        | 183    |
| 05   | Force India-Mercedes | 59     |
| 06   | McLaren-Mercedes     | 57     |

| Pos. | Konstrukteur       | Punkte |
| ---- | ------------------ | ------ |
| 07   | Toro Rosso-Ferrari | 24     |
| 08   | Sauber-Ferrari     | 7      |
| 09   | Williams-Renault   | 1      |
| 10   | Marussia-Cosworth  | 0      |
| 11   | Caterham-Renault   | 0      |